# Rathaus (Appenheim)

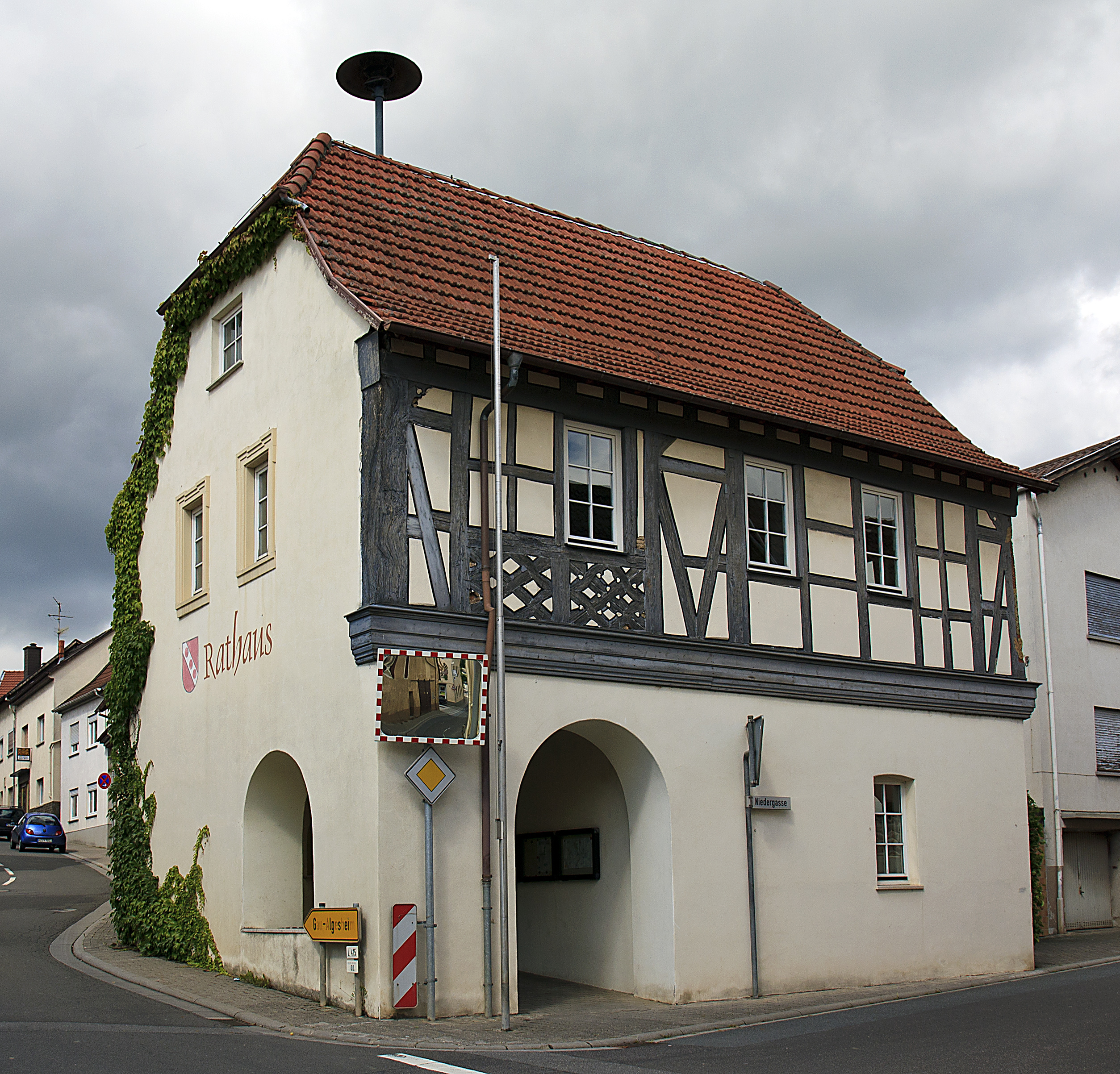
Rathaus in Appenheim

Das Rathaus in Appenheim, einer Ortsgemeinde im Landkreis Mainz-Bingen in Rheinland-Pfalz, wurde in der zweiten Hälfte des 16. bzw. Anfang des 17. Jahrhunderts errichtet. Das Rathaus an der Hauptstraße 28 Ecke Niedergasse ist ein geschütztes Kulturdenkmal.
Der Krüppelwalmdachbau, teilweise in Fachwerkbauweise, wurde im 18. Jahrhundert barock überformt. Der Eckdurchgang wurde bei der Renovierung des Gebäudes 1982/83 geschaffen.